# Noura Al Kaabi
Noura Al Kaabi (in arabo نورة بنت محمد الكعبي‎?; Emirati Arabi Uniti, 1979) è una politica e imprenditrice emiratina che dal 2020 è Ministro della Cultura e della Gioventù degli Emirati Arabi Uniti.
In precedenza è stata Ministro della Cultura e dello Sviluppo e Ministro di Stato per gli Affari del Consiglio Nazionale Federale. È anche presidente di twofour54 dal 2012 e di Abu Dhabi Media dal 2017.

## Biografia

### Formazione
Al Kaabi ha ricevuto la sua istruzione superiore ad Abu Dhabi e in Pennsylvania. Ha conseguito un Bachelor of Arts in Sistemi informativi gestionali presso l'Università degli Emirati Arabi Uniti nel 2001. Nel 2011 ha completato l'Executive Leadership Program della London Business School.

### Carriera
Al Kaabi ha ricoperto una posizione dirigenziale in Dolphin Energy prima di entrare in twofour54 nell'ottobre 2007. Lì ha lavorato come responsabile dello sviluppo umano dal 2011, prima di diventare CEO nel febbraio 2012.
Al Kaabi è stato nominata membro del Consiglio nazionale federale (FNC) di Abu Dhabi nel novembre 2011 e riconfermata nel novembre 2015. Il 10 febbraio 2016, è stata nominata Ministro di Stato per gli Affari del Consiglio Nazionale Federale nel Gabinetto degli Emirati Arabi Uniti. In qualità di ministro di Stato per gli Affari del Consiglio Nazionale Federale, ha agito da facilitatrice tra il governo e il FNC. Nel giugno 2016, Al Kaabi è stata nominata presidente della Abu Dhabi National Exhibitions Company e il 12 aprile 2017 presidente di Abu Dhabi Media. Il 19 ottobre 2017 è stata nominata Ministro per la Cultura e lo Sviluppo della Conoscenza nel Gabinetto degli Emirati Arabi Uniti.
È stata membro del Consiglio nazionale dei media degli Emirati Arabi Uniti, di Image Nation, dell'Abu Dhabi Sports Council e dell'Università degli Emirati Arabi Uniti.
Il 5 luglio 2020 è stata nominata Ministro della Cultura e della Gioventù a seguito di un rimpasto di governo.

## Riconoscimenti
Nel 2011 e nel 2012, Al Kaabi è stata nominata da Arabian Business come una delle 100 donne arabe più potenti dell'anno. Nel 2013, è diventata la prima emiratina ad essere classificata nella top 100 dei global thinkers di Foreign Policy Magazine. Lo stesso anno, è stata nominata da Le Nouvel Observateur come una delle "50 persone che contribuiscono a cambiare il mondo" e da Arabian Business ancora come una delle 100 donne arabe più potenti. Nel 2014, Al Kaabi è stata nominata da Forbes Middle East come una delle 30 donne più influenti nel governo. È stata premiata come Business Woman of the Year ai Gulf Business Awards e ha ricevuto il Young Achiever Award all'AmCham, l'Annual Excellence Awards di Abu Dhabi. È una giovane leader globale al Forum economico mondiale dal 2014. Nel 2015 LinkedIn ha nominato Al Kaabi come influencer globale ed è diventata la prima donna della MENA a entrare nel programma Global Influencer di LinkedIn. Lo stesso anno, è stata premiata da America Abroad Media. È stata anche nominata come una delle 25 donne più potenti della televisione globale da The Hollywood Reporter.
Nel dicembre 2020 Moon Jae-in, presidente della Corea del Sud, ha consegnato ad Al Kaabi la Medaglia del servizio diplomatico in riconoscimento dei suoi sforzi per migliorare le relazioni tra gli Emirati Arabi Uniti e la Corea del Sud.